# Сикулијана Марина
Сикулијана Марина је насеље у Италији у округу Агриђенто, региону Сицилија.
Према процени из 2011. у насељу је живело 21 становника.